# Andriano
Andriano, németül: Andrian, település Olaszországban, Bolzano autonóm megyében. Lakosainak száma 1025 fő (2023. január 1.). Andriano Appiano sulla Strada del Vino, Terlano és Nalles községekkel határos.

## Népesség
A település népességének változása:
| Lakosok száma | 912  | 1035 | 1029 | 1024 | 1025 |
|               | 2008 | 2011 | 2017 | 2018 | 2023 |